# Brateșul
Brateșul – wieś w Rumunii, w okręgu Mehedinți, w gminie Bala. W 2011 roku liczyła 125 mieszkańców.